# Palazzo Pretorio (Vicopisano)
Il Palazzo Pretorio di Vicopisano è un complesso di edifici costruiti a partire dal medioevo. È formato da alcuni corpi più antichi in verrucano (una domus ed una torre entrambi del XII-XIII sec.) raccordati da edifici costruiti successivamente, con modifiche anche sostanziali che si sono protratte sino agli inizi del '900.
È stato sin dagli inizi del XV secolo la sede del Vicariato di Vicopisano, sede di tribunale e residenza del vicario che esercitava, in nome di Firenze, la giustizia civile e criminale. A partire dal 1924, con l'abolizione della Pretura di Vicopisano ha ospitato abitazioni civili.
Non è oramai più attendibile la datazione assai tarda (metà del XIV secolo) che agli inizi degli anni '80 gli era stata attribuita.

## Storia
Il Palazzo Pretorio venne costruito a partire dal tardo XI sec. primi del XII sec. sulla sommità del colle di Vicopisano, in posizione sopraelevata rispetto al resto dell'abitato, al termine di alcune delle vie principali dell'antico castello che risalivano da diverse zone poste in posizione inferiore. L'edificio, costruito interamente in verrucano, ha mantenuto intatte solo le parti in pietra: sono ovviamente scomparsi tutti gli sporti lignei, ovvero l'intera struttura di ballatoi e terrazzi in legno esterni al prospetto, di cui rimangono però testimonianze nei fori e nelle mensole ancora presenti in facciata. L'intero edificio possiede molte affinità stilistiche con altre strutture che si trovano nell'aggregato urbano, ad esempio la Torre dell'Orologio ad esso coeva, ma ha anche precisi riscontri con l'edilizia civile medievale che ancora è osservabile in Pisa, e ne rappresenta uno degli esempi meglio conservati e che meno ha subito gli interventi del periodo mediceo. 
In mancanza di una documentazione certa è soltanto possibile ipotizzare le funzioni che le parti più antiche del palazzo assunsero nel medioevo. Sicuramente nel lato orientale del palazzo si trova, inglobata nelle murature, una torre medievale dalle caratteristiche assai antiche (XI-XII sec.), legata alle prime fasi di fortificazione del castello di Vicopisano (citato sin dal 975). Può avere una certa validità l'identificazione del corpo principale in verrucano con una domus gentilizia del XII sec. connessa al dominio che l'arcivescovo di Pisa ebbe sul castello di Vicopisano. Quando il potere temporale del vescovo fu progressivamente sostituito, a partire dalla metà del XII secolo, da quello del Comune di Pisa non è dato sapere se il palazzo fu riutilizzato con funzioni pubbliche. Certo è che nel 1330, quando si mise mano alla Rocca Pisana, la parte alta del castello, dove si trova il palazzo, non fu utilizzata con funzioni difensive.
Il Palazzo torna ad avere funzioni certe solamente dopo la conquista di Vicopisano da parte di Firenze, nel 1406. I fiorentini dimostrarono grande attenzione per Vicopisano su cui accentrano funzioni amministrative e militari per il territorio immediatamente circostante a Pisa. La nuova conquista pose dei problemi giurisdizionali e politici legati al fatto di dover individuare un edificio che fosse adeguato a svolgere le funzioni proprie del vicariato, tra le quali l'amministrazione della giustizia, civile e criminale. A Vicopisano la struttura ritenuta idonea a svolgere questa funzione fu un edificio già esistente: il nostro Palazzo Pretorio. Come visto precedentemente, prima della conquista fiorentina il Palazzo non era stato pensato per assolvere le funzioni connesse al vicariato (tribunale, prigione, sede del banco del civile, ecc.); inoltre adesso il palazzo doveva ospitare l'abitazione privata del vicario e della sua corte composta da un cavaliere, un notaio e quattro “birri” che assicuravano la messa in pratica delle decisioni del vicario. Quindi, subito dopo la conquista di Vicopisano, furono ritenuti necessari degli interventi di ristrutturazione dell'intero Palazzo. Le operazioni di ristrutturazione furono le seguenti: 
- installazione nel piano nobile del palazzo della residenza privata del vicario
- costruzione della sede del tribunale e delle prigioni ad esso collegate, sia al piano terra che successivamente al secondo e terzo piano
- creazione di uffici dove notai civili e criminali esercitassero le loro funzioni

## Descrizione

### Caratteristiche stilistiche e funzionali dell'edificio medievale

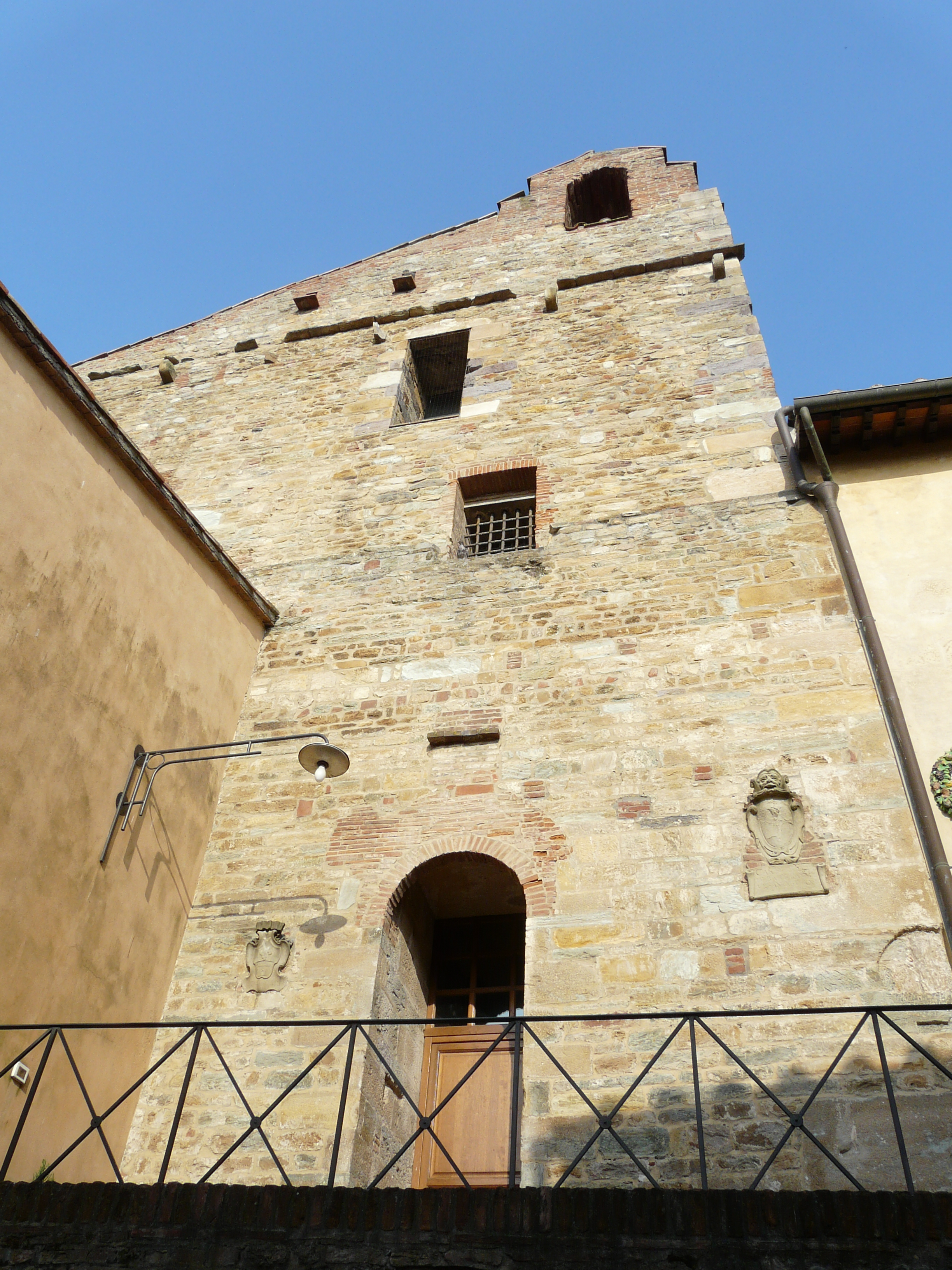
Vista posteriore

Il Palazzo Pretorio è costruito su un impianto originario rettangolare e possiede tutte le caratteristiche degli edifici privati di Pisa e dintorni risalenti al periodo romanico. La facciata dell'edificio è divisa in tre vani, incorniciati da archi a sesto acuto. I pilastri di appoggio sono in pietra e sono più grandi rispetto ai vani intermedi. I tre piani sono suddivisi da architravi posti tra pilastri che avevano funzione di mensola e servivano come appoggio ai ballatoi in legno. 
L'ultima parte del prospetto principale del palazzo (ossia dal livello inferiore delle finestre dell'ultimo piano in su) risulta priva di omogeneità rispetto al resto: questo è dovuto all'utilizzo di mattoni di dimensioni e materiale diversi da quelli impiegati nella parte sottostante. Probabilmente questo livello del palazzo fu costruito in un secondo momento, probabilmente intorno al Cinquecento, per aggiungere un piano all'intera struttura. La restante parte della facciata è caratterizzata dalla presenza di pietre disposte a strati orizzontali, lavorate in maniera da lasciare la superficie dentellata e il bordo levigato. I prospetti ad est e ad ovest mostrano caratteristiche diverse perché le pietre utilizzate sono di taglio minore e sono lavorate in maniera diversa, inoltre il materiale impiegato risulta disomogeneo. La facciata ad est è stata ricostruita nel 1639, in seguito al crollo del campanile a vela adiacente al Palazzo, e in questa occasione il materiale impiegato non corrispose a quello originario. La facciata ad ovest è stata costruita con materiali simili a quelli della facciata est e presenta segni di una porzione di muratura aggiunta lateralmente. Nella facciata posta a nord permangono elementi originali, visibili all'altezza del secondo piano: due finestre racchiuse da un timpano triangolare. Le pietre utilizzate per la costruzione di questa facciata sono simili a quelle impiegate per la facciata ad est e ad ovest.
Tutte le finestre, con le rispettive incorniciature, sono state ripristinate e ritoccate solo in tempi moderni; ad esempio le finestre del secondo piano sono state ingrandite nel 1782, mentre quelle relative al seminterrato sono state modificate nel 1846.
Nonostante l'edificio sia stato più volte rimaneggiato nel suo complesso appare come una struttura relativamente omogenea.
Ai piani superiori l'altezza dei solai e i loro rispettivi livelli non coincidono con le misure e l'organizzazione originale, come si vede al secondo piano, che è innalzato di 30 centimetri rispetto alla versione originale. 
L’edificio, al suo interno è articolato in tre piani che conservano l’aspetto medievale della struttura. Il pian terreno è completamente occupato dalle celle delle prigioni, utilizzate sin dal Quattrocento, alle quali si accede tramite due angusti portali che si aprono sotto la volta dell’ingresso al cortile interno. Le pareti delle celle recano, oltre ad alcuni elementi di arredo, numerose incisioni fatte dai prigionieri che si sono conservate nel tempo. Al primo piano, al quale si accede mediante una scala posta sul lato ovest del cortile, si trovavano le stanze del vicario e la sala di Udienza del Tribunale e la prima cappella del palazzo. Durante i lavori di restauro sono emersi affreschi risalenti al Quattro-cinquecento. L’ultimo piano che ospitava i locali destinati ai servizi è accessibile mediante una scala interna. In questa porzione del Palazzo si trovano affreschi raffiguranti motivi araldici e una Madonna con il bambino, mentre un affresco raffigurante la “Pietà” attualmente è ospitato nel Palazzo Comunale.
La torre, situata nell’angolo sud-orientale del Palazzo, e l'ala orientale e settentrionale del cortine sono attualmente (2016) utilizzati come magazzino o adibiti ad uso privato.

### Gli interventi durante la prima dominazione fiorentina e nel cinquecento
Il Palazzo Pretorio ha subito numerose opere di ristrutturazione. Alcuni ammodernamenti risalgono al 1300 quando furono tamponate le grandi aperture di facciata e furono conseguentemente eliminati gli sporti lignei, ma le operazioni di maggior ristrutturazione risalgono al XV secolo, dopo la conquista dei fiorentini e le diverse esigenze funzionali che doveva assolvere il nuovo governo. I lavori che furono realizzati in questo periodo sono testimoniati dall’iscrizione sull’arco in pietra serena della volta d’ingresso dell’edificio “bernardus or[ic]el[l]a[ri]us” che però oggi sono in parte scomparsi perché rovinati da agenti atmosferici. La plausibile ricostruzione della scritta sulla facciata lascia ad intendere che fu un Bernardo Rucellai che nel XV si occupò di ricostruire l'ingresso dell'edificio, modificando la volta con il terrazzo sovrastante che metteva in comunicazione il corpo principale del palazzo con le altre strutture situate nella parte nord dell'edificio.

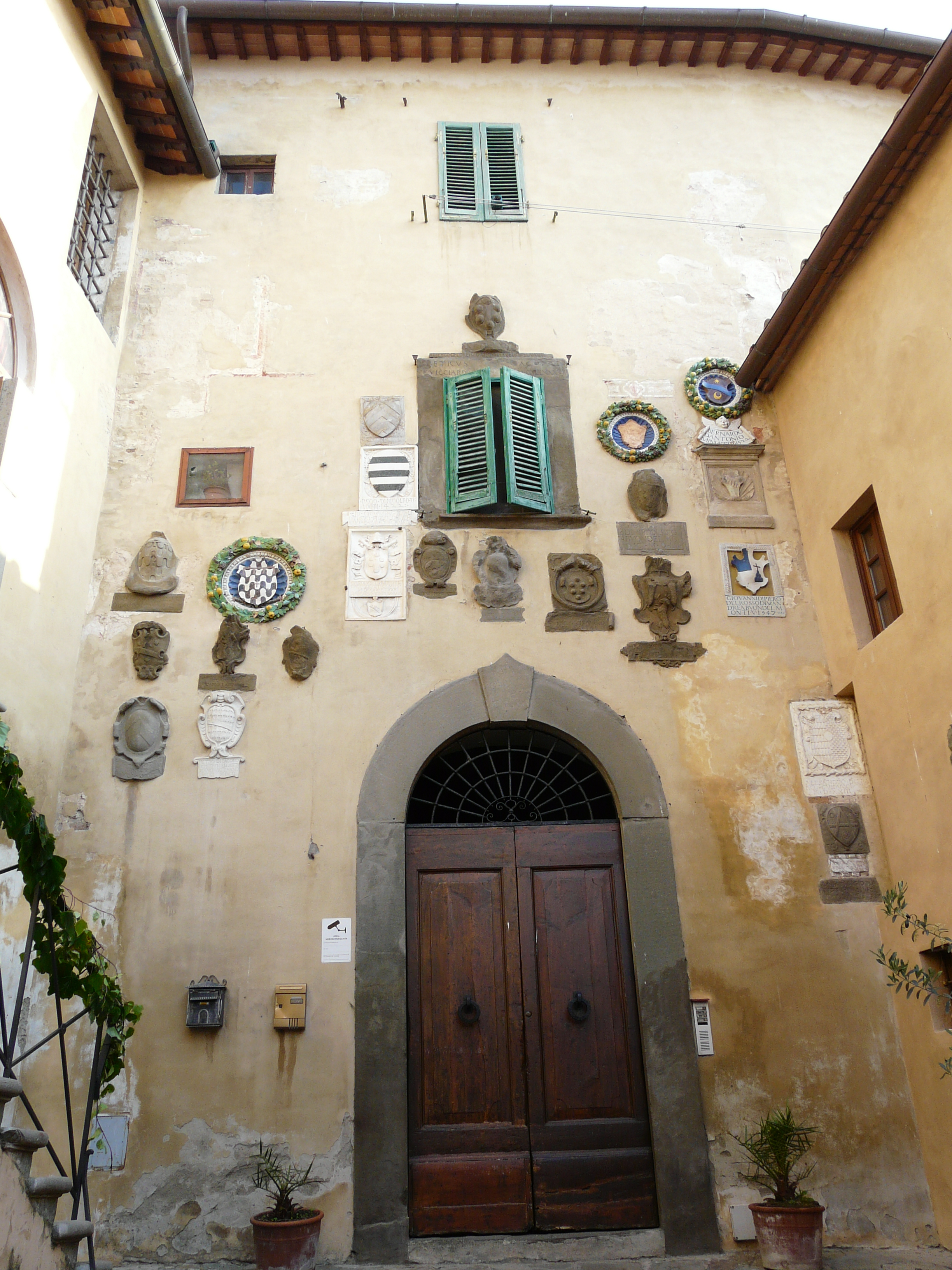
Alcuni stemmi di Palazzo Pretorio

L'impianto planimetrico del XV secolo, a seguito di vari adattamenti, assume una forma poligonale irregolare, dovuta principalmente alle aggregazioni dei nuovi edifici costruiti tra XV secolo e XVIII secolo intorno al nucleo principale. La struttura inoltre possedeva un sistema di terrazzi, ai quali si accedeva tramite una scalinata esterna, sovrastati da un loggiato. Probabilmente il cortile doveva essere sovrastato e circondato da una serie di arcate, in particolare sui lati ad est e sud che sostenevano i terrazzi che fungevano da disimpegno per i vani.
Il vano di ingresso al Palazzo è ricoperto da una volta a crociera decorata con un affresco raffigurante quattro stemmi (deteriorati), probabilmente eseguiti duranti lavori quattrocenteschi. La decorazione della volta ha un valore identificativo, a sottolineare l'importanza funzionale di questo vano costituisce una sorta di filtro introduttivo al resto dell'edificio. La posizione di questa sala è degna di nota dal momento che ha accesso indipendente dall'esterno e facilmente si collega alle carceri (anch'esse situate all'interno del palazzo). È molto probabile che nel '400 fosse utilizzata come locale pubblico, sede del "banco" del civile. Gli affreschi situati sulla facciata nord dell'edificio, prospiciente al cortile, fanno parte dei lavori di abbellimento compiuti per i soggiorni dei primi vicari.
Nel Cinquecento gli interventi di ristrutturazione e di modifica furono rivolti soprattutto alle strutture che circondavano il cortile. Ad esempio venne modificano l'aspetto dell'atrio dal momento che il lato est del loggiato fu trasformato in un vano a due piani dove furono inseriti gli uffici del notaio.
Il corpo est dell'edificio venne costruito in tre fasi differenti. Il primo edificio ad essere realizzato fu quello adiacente alla torre, il secondo quello confinante con il precedente ed infine l'ultima parte venne realizzata un secolo più tardi nel 1663.
Alla fine del Cinquecento si distinguevano molto bene le carceri pubbliche, che si trovavano all'interno dell'edificio principale, e le carceri segrete poste invece nei seminterrati del palazzo e della torre. Nel 1603 nella stanza centrale del secondo piano del palazzo fu costruita anche una cella che molto probabilmente veniva destinata a persone di riguardo; furono inoltre aggiunti un camino e una zona adibita a servizi igienici che resero questo vano migliore rispetto alle carceri inferiori.
Nel 1629 l'organizzazione spaziale dell'intero edificio venne influenzata dalla costruzione delle nuove prigioni che furono create nel corpo centrale del palazzo nel secondo e nel terzo piano. Nel 1623, antecedentemente al progetto delle carceri, venne ricostruito il tetto del “salone del tormento” una stanza che era situata tra il corpo principale e le strutture a nord.
Le modifiche all'intera struttura continuarono fino all'Ottocento. I cambiamenti della legislazione penale e civile determinarono la modifica dell'edificio: vennero costruiti dei locali appositi per poter rendere indipendente l'ufficio del “cursore”. Quando nel 1848 i vicari ed i vicariati vennero aboliti, nel Palazzo Pretorio venne stabilita la sede del Delegato di Governo e di una Pretura che perpetuò le funzioni.
Questa lista contiene tutti gli interventi più importanti condotti su Palazzo Pretorio:
1. 1406 – costruzione dell'ingresso a volta al complesso edilizio del vicariato; formazione della piazza davanti al Palazzo destinata ad uso pubblico e del cortile interno circondato dal porticato.
2. 1461 – costruzione dell'involucro della cisterna del palazzo nel piazzale.
3. metà del 500 e fine del 600 – edificazione in tre fasi del corso est del complesso del vicario
4. 1583 – realizzazione, nel corpo est del palazzo, dell'affresco della Pietà, affiancato da due stemmi e dotato di una scritta
5. 1594 - restauro del tetto del palazzo e delle segrete della torre
6. 1596 – restauro delle carceri segrete della torre
7. 1601 – formazione del nuovo carcere ampio e ben fornito (con caminetto etc..) destinato ai prigionieri di riguardo.
8. 1626 – rialzamento della sponda del “verone” scoperto, sopra la porta del palazzo del vicario
9. 1639 – risanamento del tetto del salone del “tormento”
10. 1639 – ricostruzione dei pilastri che reggono il tetto della loggia davanti alla scala del palazzo e restauro del “verone”
11. 1629/45 progetto e realizzazione delle nuove carceri segrete al secondo piano del palazzo
12. 1653 – restauro della strada che metteva in comunicazione la chiesa di San Francesco e il Palazzo Pretorio
13. 1669 – restauro dell'andito del palazzo del vicario comunicante con le carceri segrete
14. 1670 – restauri della stalla del palazzo del vicario acquistata nel 1663; restauro del “salone del tormento”
15. 1690 – spese per ammodernamento delle carceri pubbliche a tetto e delle sei carceri segrete dove furono inserite anche le nuove finestre
16. 1693 – formazione di due carceri nelle vecchia stanza d'archivio e restauro delle vecchie carceri segrete
17. 1702 – crollo di una parte del muro sotto la torretta campanaria e distruzione di una parte del terrazzo sopra la volta d'ingresso, seguiti, poi, dai dovuti rifacimenti
18. 1745/46 – rifacimento della scala principale del Pretorio, del lastrico dell'atrio e altri rifacimenti generali
19. 1746 – rinforzo del muro esterno del corpo est del complesso del Pretorio con l'aggiunta di una cortina in mattoni collegata con il muro vecchio
20. 1778 – costruzione della scala esterna nel corpo est del complesso sopra il terrazzo, ottenuta allargando la volta d'ingresso
21. 1781 – restauro della cappella dei carcerati
22. 1782 – ingrandimento delle piccole finestre “ a feritoie” delle carceri del secondo piano del Palazzo
23. 1819 – esecuzione del muro “a fodera” applicato alle pareti delle carceri del seminterrato del palazzo
24. 1827 – progetto e realizzazione della ristrutturazione della cappella di Sant'Antonio
25. 1829 – altro miglioramento della cappella
26. 1830 – lavori di ammodernamento delle stanze del quartiere del vicario, cioè quelle situate al primo piano del corpo principale del pretorio
27. 1833/34 – costruzione di una nuova stanza per “comodo dei cursori”
28. 1838 – progetto di miglioramento spaziale e funzionale del complesso del pretorio
29. 1840 – demolizione della vecchia scala esterna e edificazione al suo posto di una nuova. Demolizione di una scaletta d'accesso alle soffitte e restauri della camera del vicario
30. 1843 – ampliamento dei vani del custode delle carceri
31. 1846 – ristrutturazione delle carceri in tutti i vani del palazzo, innalzamento delle finestre, innalzamento del pavimento, si ingrandiscono anche le finestre del secondo piano e le carceri del terzo piano vengono adattate a segrete
32. 1847 – demolizione della “chiesina delle carceri”
33. 1850 – progetto non realizzato della nuova sala d'udienza da situarsi nella sala della cappella
34. 1853 – adattamento della sala d'udienza ad uso di cappella e ingrandimento della sala grande del vicario che viene adibita a sala d'udienza
35. 1956/57 – distacco dell'affresco della Pietà assieme ai due stemmi laterali
36. 1966 – lavori di sistemazione della piazza davanti al Palazzo; rialzo del livello del piazzale di circa 70 centimetri; demolizione dei resti dei muri della cappella di Sant'Antonio

## Gli stemmi di Palazzo Pretorio

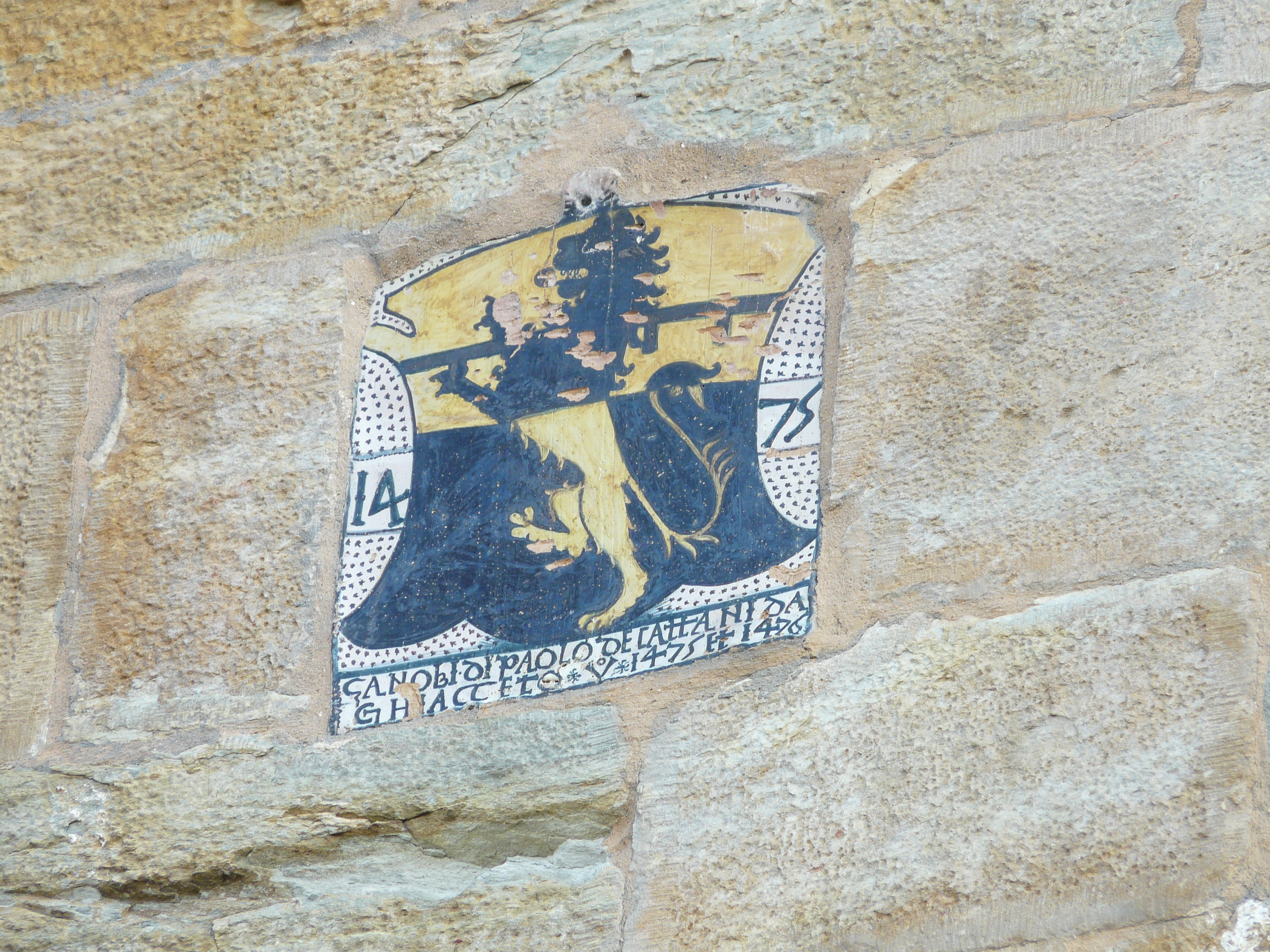
Stemma quattrocentesco di Zanobi di Paolo de' Cattani da Diaceto

In quanto sede del Vicariato, il Palazzo Pretorio venne decorato dagli stemmi delle famiglie che si susseguirono nel ruolo di vicari. Questa pratica nobiliare rimase in vigore fino alla metà del '700 
Gli stemmi che si trovano sulle pareti del Palazzo Pretorio di Vicopisano non sono disposti in maniera ordinata, secondo una linea cronologica. I muri esterni dell'edificio hanno stemmi in marmo relativi ad un vicariato del Quattrocento vicino a stemmi di circa un secolo dopo. Questa peculiarità è una naturale conseguenza del lungo utilizzo del palazzo come sede di tribunale, ma è anche frutto di spostamenti e restauri successivi. Al termine del mandato, che durava sei mesi circa, il vicario affiggeva il proprio stemma familiare in una posizione ritenuta consona. Questa pratica svantaggiava i vicari che cronologicamente li avevano preceduti, soprattutto per quanto riguarda gli affreschi degli stemmi, dove quelli più recenti andavano a sovrapporsi a quelli precedenti cancellandoli del tutto. Trovare una datazione certa per ogni stemma non identificabile da date o altri segni certi è stato possibile talvolta considerando l'impiego dei materiali e non tanto la posizione che essi occupavano sulle pareti.
Gli stemmi di fattura più antica sono quelli (in genere marmorei) realizzati nel corso del XV secolo, il cui esempio più antico è del 1417. Questo secolo rappresenta un periodo di passaggio nell'estetica degli stemmi, soprattutto nella componente, lo scudo, che più subirà il cambiamento. Nel primo XV sec. lo scudo mantiene ancora l'aspetto medievale (a mandorla) perché gli stemmi, data la loro intrinseca natura celebrativa, avevano come modello il passato e non si preoccupavano di rimanere in contatto con le forme artistiche moderne e avanzate. I primi stemmi che si trovano sulla facciata del Palazzo Pretorio sono della prima metà del '400 e sono realizzati in marmo, ma a partire dalla metà del secolo ne abbiamo anche alcuni in pietra serena, che poi diverranno la maggioranza nei secoli a venire. Il primo stemma del Palazzo Pretorio che dimostra uno stile rinascimentale è quello del 1454 di Giovanni di Iacopo Venturi, che possiede una corona d'alloro tipica degli stemmi dei secoli successivi. Un altro elemento di novità, che prenderà piede a partire dal Cinquecento, è la forma rotonda dello stemma, sottolineata dalla presenza delle foglie d'acanto, che richiamavano il mondo classico a cui il Rinascimento guardava con ammirazione.
Gli stemmi cinquecenteschi sono realizzati in ceramica policroma e sono tutti ascrivibili alla bottega dei Della Robbia, di cui conservano alcune caratteristiche stilistiche rintracciabili anche nelle produzioni artistiche di maggior livello. In particolar modo la policromia è impiegata, oltre che per il blasone vero e proprio anche per le decorazioni esterne allo scudo centrale costituite da corone di alloro e frutti. Gli scudi di questo secolo perdono quasi completamente il loro stampo medievale avvicinandosi sempre più allo stile “accartocciato” tipico del secolo successivo.
Gli stemmi seicenteschi sulle pareti del Palazzo Pretorio sono essenzialmente realizzati in pietra serena ed a partire dal 1623 entrerà far parte degli stemmi murari vicaresi una caratteristica che diverrà comune successivamente, ossia la presenza della celata piumata; questo ornamento era poco utilizzato, forse a causa della sua difficile esecuzione. Per questo motivo in tutto l'arco del Seicento i materiali utilizzati per la realizzazione degli stemmi rimangono in prevalenza la pietra serena mentre si trovano pochi esemplari in ceramica policroma e il marmo dipinto, come è possibile notare dagli stemmi del 1614 (per quanto riguarda la ceramica policroma) di Francesco di Adovardo Belfredelli, in cui viene utilizzata la maiolica. 
Durante il Settecento furono utilizzati stemmi dove il materiale più usato è la pietra serena, anche se non mancano esemplari in maiolica e marmo. In generale siamo di fronte all'esaurimento di questa forma artistica (o di artigianato artistico) per cui i motivi si ripetono in maniera stanca ed oramai lontani dallo splendore dei loro corrispettivi del rinascimento. L'ultimo stemma litico rintracciabile a Vicopisano è del 1749. 

## Le carceri di Palazzo Pretorio

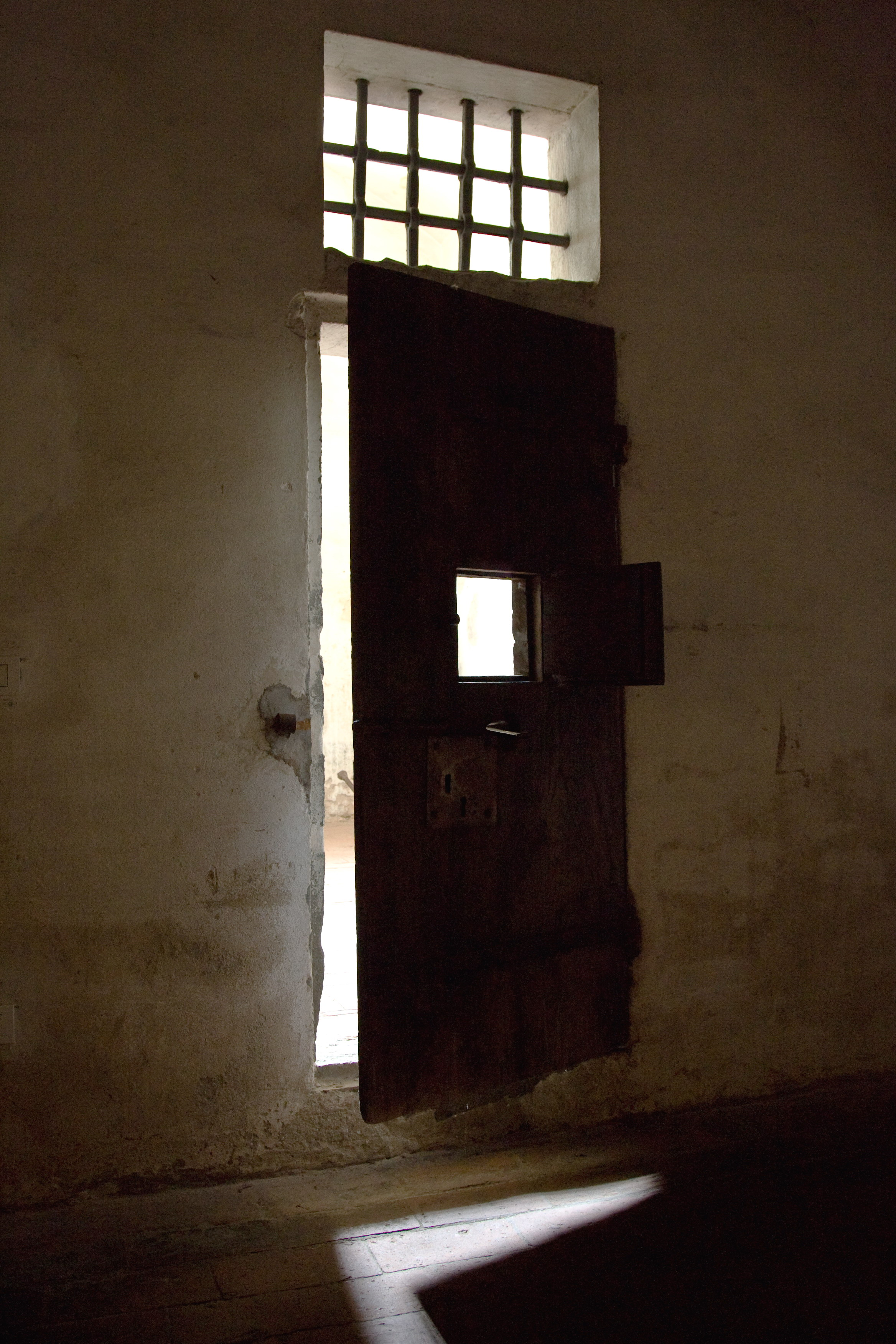
Una porta delle celle del Palazzo Pretorio di Vicopisano

Con la conquista di Vicopisano da parte dei fiorentini e la creazione del Vicariato di Vicopisano risultò necessario creare un luogo dove poter tenere reclusi coloro che dovevano essere sottoposti alla duplice giurisdizione del Vicario e della sua corte. Il Palazzo Pretorio presentava un’ottima possibilità di ospitare, oltre alla residenza, anche le carceri vicariali. Tali carceri, come molte altre dislocate in tutto il territorio toscano, erano suddivise in due tipologie:
1. Carceri segrete
2. Carceri pubbliche

Questa suddivisione rimase in vigore fino al 1846 quando, con l'adozione del nuovo Codice penale Toscano, si pose fine alla suddivisione precedente per adottare la nuova segregazione cellulare. 
Nelle carceri segrete, ricavate dalle stanze del secondo piano e da altre zone del palazzo, ad esempio la torre medievale situata sul lato est, venivano detenuti i prigionieri reclusi per reati criminali e che quindi dovevano essere sottoposti ad un processo che prevedeva una certa segretezza. 
Nelle carceri pubbliche, situate al piano terra, invece venivano tenuti in custodia coloro i quali avevano compiuto reati riconducibili all’ambito delle competenze civili del vicario. A tali reati solitamente succedeva una pena pecuniaria, come il pignoramento di beni o la vendita dei beni stessi per poter far fronte all’estinzione del debito. Chi non poteva estinguere tale debito veniva detenuto in queste carceri che inizialmente si chiamavano “prigioni del debito”. Le carceri pubbliche erano quindi carceri di pena dove i detenuti rimanevano per tanto tempo incorrendo a tutti disagi connessi ad una reclusione prolungata in un ambiente poco pulito.
Nel caso di Vicopisano fu necessario un lavoro di modifica delle celle segrete le quali vennero rigorosamente tenute separate tra loro al fine di mantenere più segretezza possibile ed evitare che il reo potesse comunicare con altre persone. Le celle pubbliche, che non avevano di questi problemi, erano più che celle vere e proprie delle grandi stanze, con pareti massicce e portanti dell'intero palazzo, con un passaggio libero da una stanza all'altra. Le stanze erano grandi, ma non avevano alcuno spiraglio dal quale potesse passare aria o luce. D'inverno infatti, con il freddo, i prigionieri accendevano un fuoco per scaldarsi, ma non essendoci una canna fumaria la stanza si riempiva immediatamente di fumo rendendovi disagevole la permanenza. Data la scarsa condizione igienica, alla fine del Seicento furono apportate delle modifiche per rendere le stanze più abitabili e furono costruite nuove celle in modo da diminuire il numero di carcerati per ogni cella. Intorno ai primi anni del 700 furono anche costruite delle latrine, fino ad allora assenti. Con le modifiche intercorse con il codice penale del 1845 furono create delle celle all'interno della prigione pubblica, così che ogni carcerato avesse, seppur piccola, una propria stanza, e per far questo furono utilizzate delle ampie e robuste porte dotate di chiavistello e spioncini. Furono costruite nuove finestre e ingrandite quelle già esistenti, rendendo l'aerazione migliore.
La struttura delle carceri del XVIII secolo è rimasta inalterata, sottoposta solo a imbiancature e riparazioni. Quando nel Novecento il palazzo venne suddiviso in varie abitazioni, le prigioni furono utilizzate o come abitazioni o come cantine e pollai.
Seppur presenti fin dal XV secolo, il documento più antico che testimonia la presenza delle carceri vicaresi è ad oggi un “memoriale delle cose pendenti”. I dati di questo memoriale non specificano come fossero articolate e dislocate le celle, in realtà serviva più come documento che testimoniasse come il Vicario di Vicopisano gestisse i propri carcerati. Questo testo rimane però importante dal momento che nessun reperto successivo testimonia la presenza di carceri “pubbliche o private”. Solo negli anni successivi qualche notaio particolarmente scrupoloso, oltre ad annotare il numero dei prigionieri, si adoperò a trascrivere se le celle avevano avuto dei danni e quali fossero.

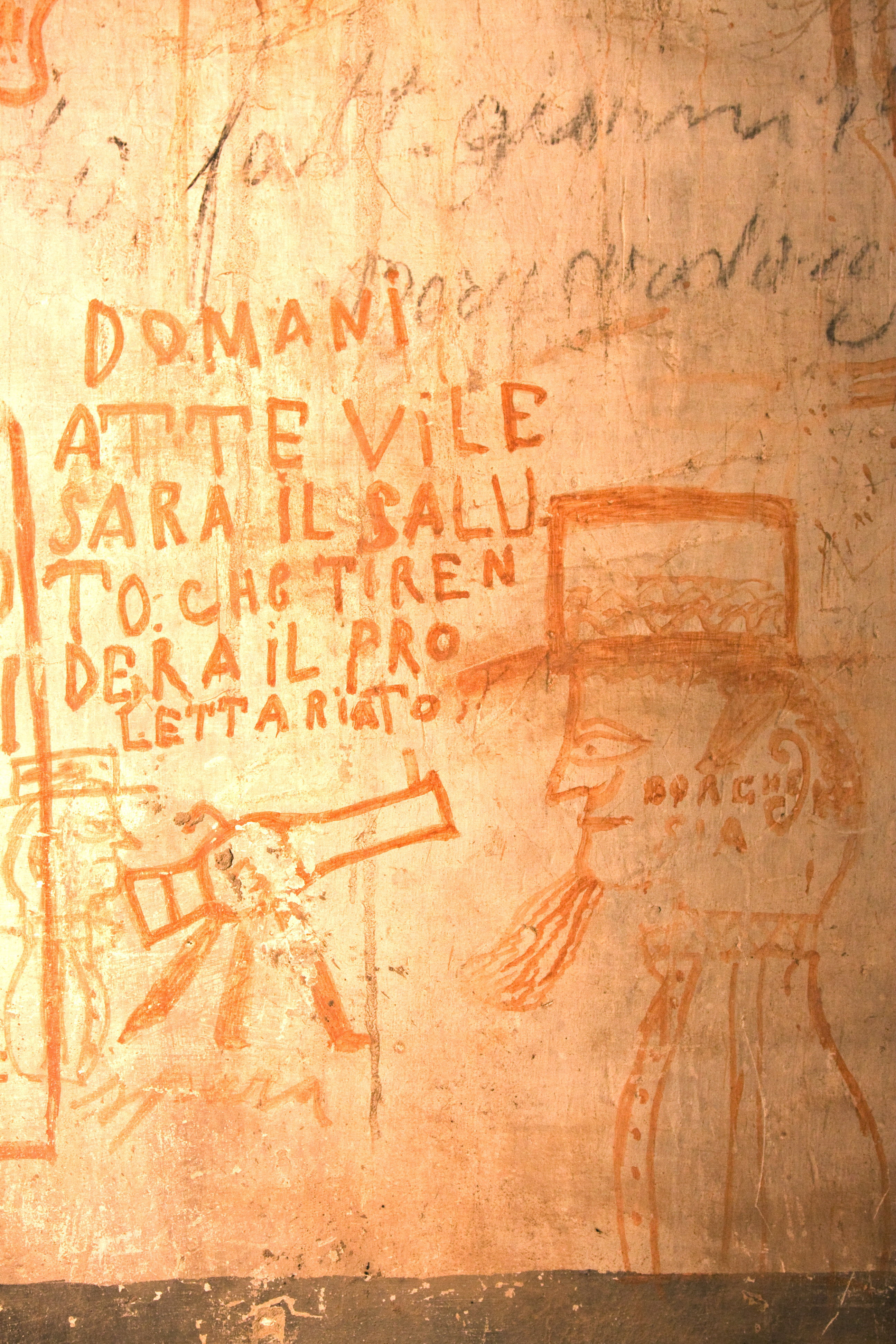
Scritta di un prigioniero. Carceri di Vicopisano, anni '20

L'esistenza delle carceri private si deve a documenti di notai redatti successivamente, intorno al 1584,”fu fatta la visita alle prigioni di Vicopisano esistenti nel palazzo … et prima si rivedde la prigione della torre, la prigione dell'inferno e la prigione de' cani, tutte secrete e di poi quella dei debiti detta la pubblica”; in questo testo vengono descritte le carceri di Palazzo Pretorio, viene esplicitata la dislocazione delle carceri private e di quelle pubbliche.
Molto più copiosi sono i testi e i documenti del Seicento che testimoniano le modifiche fatte alle carceri pubbliche poste al pian terreno e quelle situate invece nell'ultimo piano del palazzo. “sarebbe bene il fare tre inferriate a tre finestre che sono nelle tre segrete a tetto di d.o vic to per di drento acciò i prigionieri o testimoni o inquisti che giornalmente ci si mettono, non possino affacciarsi a finestre et pigliare et dare parola a qui di fuori”. Da questo documento si evince la struttura delle carceri che seguivano la conformazione del palazzo: infatti alle tre finestre ogivali del palazzo, visibili dall'esterno, corrispondevano le rispettive stanze delle celle all'interno.
Una testimonianza eccezionale, una tra le più cospicue in Italia, è data dalla presenza di centinaia di scritte dei prigionieri che hanno vissuto nelle celle. Sono scritte che partono col '600 ed arrivano fino all'epoca di chiusura delle stesse, negli anni Venti, durante il fascismo.
Centinaia di graffiti nell’intonaco o di scritte a carbone, col lapis, col fumo di candela, ma anche scritte con una sorta di tempera rossa ottenuta mediante lo sbriciolamento del mattone in acqua, sono la testimonianza diretta dei pensieri e della voglia di libertà e di riscatto di coloro che per i motivi più vari erano reclusi nelle celle: un grido di libertà che ancora adesso echeggia silenzioso all'interno delle stanza buie e che rende viva e coinvolgente una visita a questo importante palazzo.